# Beatrice Müller

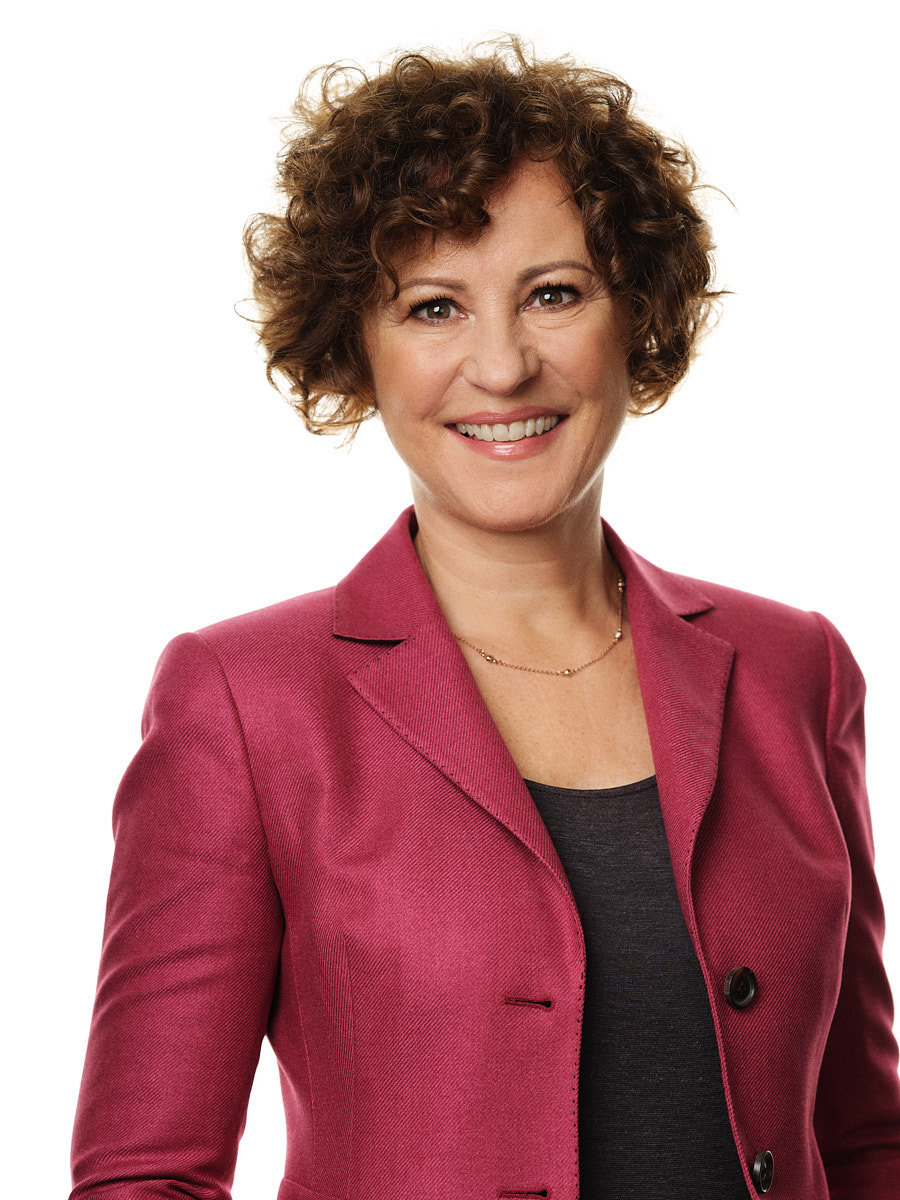
Beatrice Müller (2019)

Beatrice Müller (* 22. November 1960) ist eine Schweizer Journalistin, Moderatorin, Kommunikationstrainerin und Sachbuchautorin. Bekannt wurde sie als Moderatorin und Redaktorin der Hauptausgabe der Tagesschau auf SRF 1.

## Leben
Nach einer Journalismus-Ausbildung begann Beatrice Müller 1984 bei Radio Zürisee und schrieb bis 1986 für diverse Zeitschriften. Von 1986 bis 1994 arbeitete sie für Radio DRS 1, unter anderem vier Jahre lang beim Regionaljournal Zürich/Schaffhausen. Im Jahr 1994 war sie bei der Ratgebersendung des Schweizerischen Beobachters beschäftigt. Von 1995 bis 1996 war sie von Schweizer Radio DRS für die Sendung Echo der Zeit angestellt. 1996 wechselte sie in die Tagesschau-Redaktion des Schweizer Fernsehens, ab 1997 war sie Tagesschau-Moderatorin und Redaktorin. Ende Juli 2013 verließ sie das Unternehmen Schweizer Radio und Fernsehen und machte sich mit einer Agentur für Medientraining und Auftrittskompetenz selbständig. 2015 erschien ihr Buch Gut gebrüllt, Löwe! Auftreten, überzeugen – sich durchsetzen.
Beatrice Müller ist mit dem ehemaligen Tagesschau-Redaktionsleiter und Gründer des Internetportals Journal21 Heiner Hug verheiratet.

## Werke
- Gut gebrüllt, Löwe! Auftreten, überzeugen – sich durchsetzen. Orell Füssli, Zürich 2015, ISBN 978-3-280-05596-0.